# Elektronski odpadek
Elektronski odpadki (tudi e-odpadki) so odpadki, ki vsebujejo različne pokvarjene, neuporabne, zapuščene in nedelujoče elektronske naprave. Ti odpadki so lahko ekološko sporni in nevarni, saj v naravi sami po sebi ne razpadejo - niso naravno razgradljivi.
Elektronski odpadki vsebujejo računalnike, zabavno elektroniko, mobilne telefone in ostala elektronska oprema, ki je bila zavržena s strani prvotnih lastnikov. Čeprav v javnosti ni točne definicije kaj so elektronski odpadki, v večini primerov le-ti zavzemajo proizvode, ki za delovanje potrebujejo elektriko, se uporabljajo za obdelavo podatkov, telekomunikacijo, zabavo ali domačo rabo, ter so zastareli, pokvarjeni ali nepopravljivi.
Elektronski odpadki se glede na direktivo evropskega direktorata Waste Electrical and Electronic Equipment (WEEE) delijo v naslednje skupine:
- veliki gospodinjski aparati (pečice, hladilniki...)
- mali gospodinjski aparati (opekači, sesalci...)
- pisarniški in komunikacijski elektronski odpadki (PC, tiskalniki, telefoni, faksi...)
- zabavna elektronika (TV, HiFi, prenosni CD predvajalniki...)
- oprema za razsvetljavo (floruscente cevi...)
- električno in elektronsko orodje (vrtalni stroji, električne kosilnice...)
- šport in oprema za prosti čas (električne igrače, naprave za treniranje...)
- medicinski stroji in orodja
- oprema za nadzor (kamere...)
- avtomatski izstavljalni sistemi

Elektronski odpadki so med najhitreje naraščajočimi odpadki na svetu in projekcije kažejo, da jih bomo kmalu proizvedli 40 milijonov kubičnih metrov na leto.